# Tannay (Ardennes)
Pour les articles homonymes, voir Tannay.
Tannay est une ancienne commune française, située dans le département des Ardennes en région Grand Est. Elle fusionne le 1er janvier 2025 avec sa commune voisine du Mont-Dieu, qui connaît une importante baisse démographique, pour former la commune nouvelle de Tannay-le-Mont-Dieu.

## Géographie
| Sauville               |                      | Le Mont-Dieu |
| Bairon-et-ses-Environs | Tannay               |              |
|                        | Les Petites-Armoises | Sy           |

### Hydrographie
L'ancienne commune est dans le bassin versant de la Meuse au sein du bassin Rhin-Meuse. Elle est drainée par la Bar, le canal des Ardennes  (versant Meuse), le ruisseau des Armoises, le ruisseau de Bairon, le ruisseau de la Lateuse, le ruisseau de la Forge, le ruisseau d'Uchon, la Fosse d'Assain et le ruisseau des Indis,.
La Bar, d'une longueur de 62 km, prend sa source dans la commune de Harricourt et se jette  dans la Meuse à Dom-le-Mesnil, après avoir traversé 20 communes. 

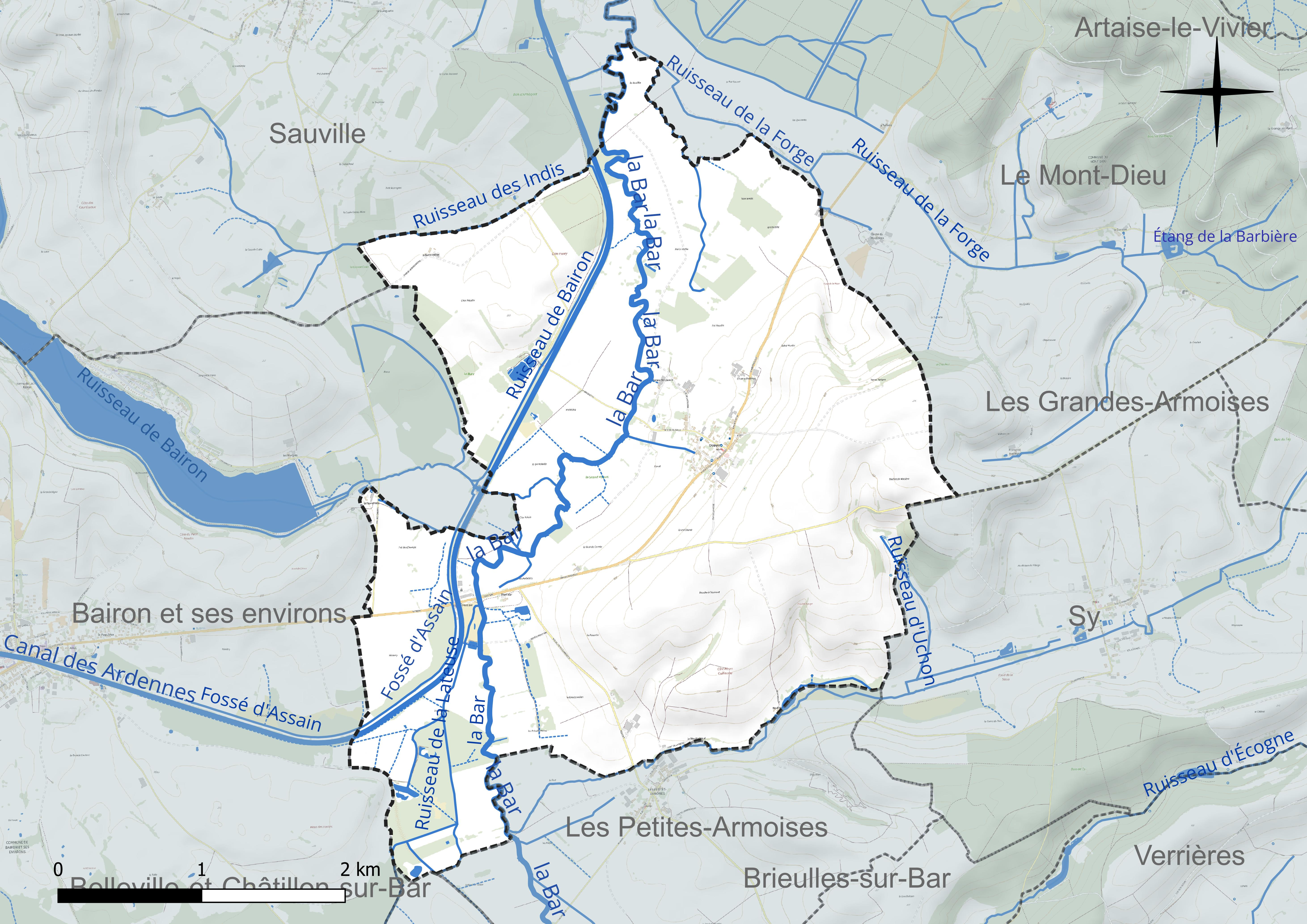
Réseau hydrographique de Tannay.

Le canal des Ardennes  (versant Meuse), d'une longueur de 30 km,  est un chenal et un cours d'eau naturel navigable qui a son origine dans la commune de Bairon et ses environs et se jette  dans la Meuse à Dom-le-Mesnil, après avoir traversé dix communes. 
Le ruisseau des Armoises, d'une longueur de 10 km, prend sa source dans la commune de Stonne et se jette  dans la Bar sur la commune, après avoir traversé six communes. 
Le ruisseau de Bairon, d'une longueur de 25 km, prend sa source dans la commune de La Horgne et se jette  dans la Bar sur la commune, après avoir traversé neuf communes. 

### Climat
Pour des articles plus généraux, voir Climat du Grand Est et Climat des Ardennes.
En 2010, le climat de la commune est de type climat de montagne, selon une étude du Centre national de la recherche scientifique s'appuyant sur une série de données couvrant la période 1971-2000. En 2020, Météo-France publie une typologie des climats de la France métropolitaine dans laquelle la commune est exposée à un climat océanique altéré et est dans une zone de transition entre les régions climatiques « Nord-est du bassin Parisien » et « Lorraine, plateau de Langres, Morvan ». 
Pour la période 1971-2000, la température annuelle moyenne est de 9,8 °C, avec une amplitude thermique annuelle de 16 °C. Le cumul annuel moyen de précipitations est de 929 mm, avec 13,6 jours de précipitations en janvier et 9,5 jours en juillet. Pour la période 1991-2020, la température moyenne annuelle observée sur la station météorologique de Météo-France la plus proche, « Buzancy_sapc », sur la commune de Buzancy à 14 km à vol d'oiseau, est de 10,9 °C et le cumul annuel moyen de précipitations est de 862,0 mm. 
La température maximale relevée sur cette station est de 40,7 °C, atteinte le 25 juillet 2019 ; la température minimale est de −15,8 °C, atteinte le 20 décembre 2009,,. 
Les paramètres climatiques de la commune ont été estimés pour le milieu du siècle (2041-2070) selon différents scénarios d'émission de gaz à effet de serre à partir des nouvelles projections climatiques de référence DRIAS-2020. Ils sont consultables sur un site dédié publié par Météo-France en novembre 2022.

## Urbanisme

### Typologie
Au 1er janvier 2024, Tannay est catégorisée commune rurale à habitat dispersé, selon la nouvelle grille communale de densité à 7 niveaux définie par l'Insee en 2022.
Elle est située hors unité urbaine et hors attraction des villes,.

### Occupation des sols
L'occupation des sols de la commune, telle qu'elle ressort de la base de données européenne d’occupation biophysique des sols Corine Land Cover (CLC), est marquée par l'importance des territoires agricoles (91,1 % en 2018), en augmentation par rapport à 1990 (88,5 %). La répartition détaillée en 2018 est la suivante : 
terres arables (44,4 %), prairies (41,1 %), zones agricoles hétérogènes (5,6 %), forêts (5,5 %), zones urbanisées (2,8 %), zones humides intérieures (0,5 %). L'évolution de l’occupation des sols de la commune et de ses infrastructures peut être observée sur les différentes représentations cartographiques du territoire : la carte de Cassini (XVIIIe siècle), la carte d'état-major (1820-1866) et les cartes ou photos aériennes de l'IGN pour la période actuelle (1950 à aujourd'hui).

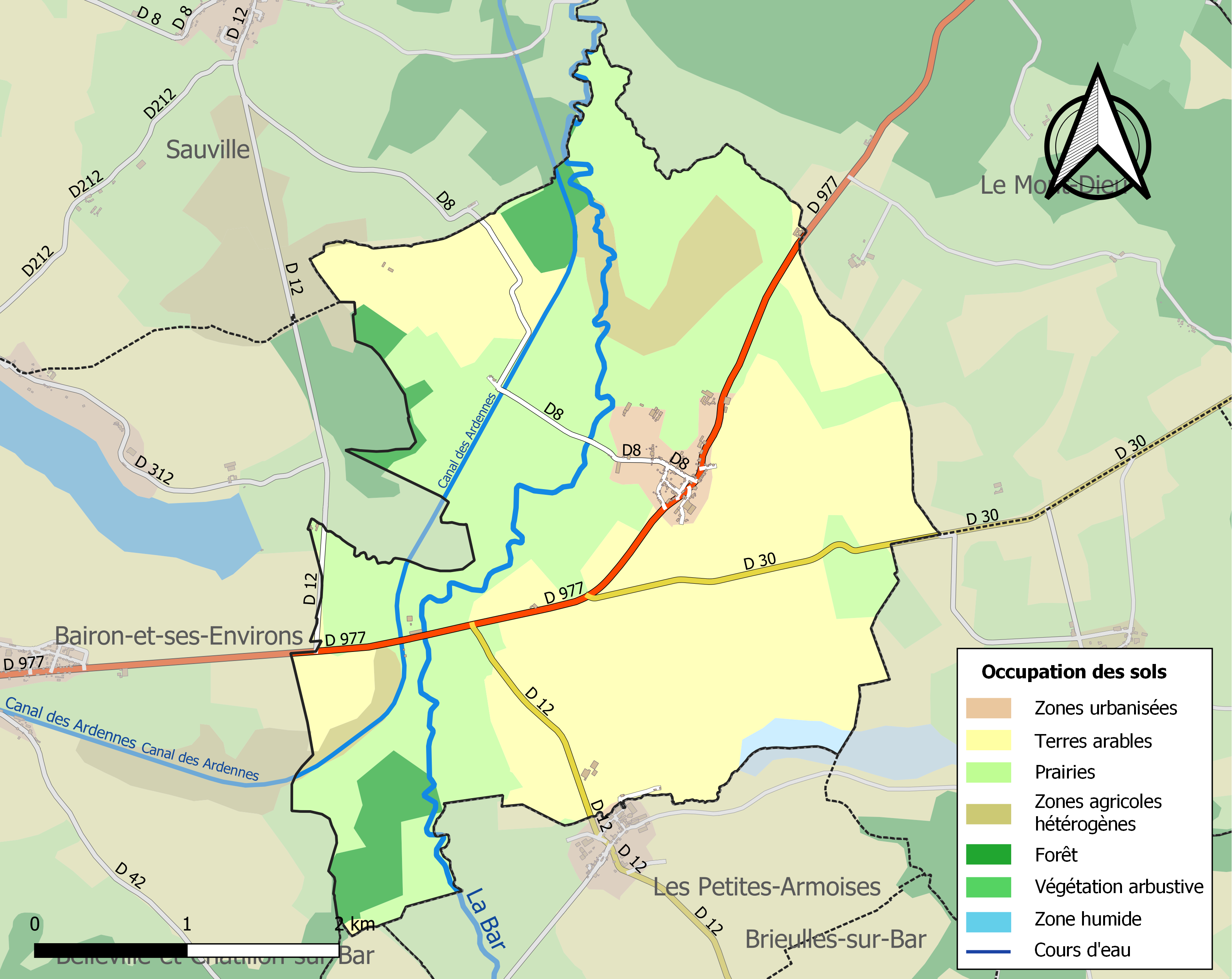
Carte des infrastructures et de l'occupation des sols de la commune en 2018 (CLC).

## Toponymie
Le nom de Tannay vient du gaulois « Tannetum » qui désigne une forêt ou plantation de chênes vert,.

## Politique et administration
| Période                                  | Période                           | Identité         | Étiquette | Qualité              |
| ---------------------------------------- | --------------------------------- | ---------------- | --------- | -------------------- |
| 1879                                     |                                   | Martin           |           |                      |
| 1912                                     | 1957                              | Jules Courtehoux | PRRRS     | Cultivateur - Député |
| mars 2001 Réélu pour le mandat 2020-2026 | septembre 2024 Décès en fonction. | Bruno Valet,     |           | Agriculteur retraité |
| décembre 2024                            | décembre 2024                     | Loïc Cornet      |           |                      |
| Les données manquantes sont à compléter. |                                   |                  |           |                      |

## Démographie
L'évolution du nombre d'habitants est connue à travers les recensements de la population effectués dans la commune depuis 1793. Pour les communes de moins de 10 000 habitants, une enquête de recensement portant sur toute la population est réalisée tous les cinq ans, les populations de référence des années intermédiaires étant quant à elles estimées par interpolation ou extrapolation. Pour la commune, le premier recensement exhaustif entrant dans le cadre du nouveau dispositif a été réalisé en 2005.

En 2022, la commune comptait 151 habitants, en évolution de −3,82 % par rapport à 2016 (Ardennes : −2,97 %, France hors Mayotte : +2,11 %).
| 1793 | 1800 | 1806 | 1821 | 1831 | 1836 | 1841 | 1846 | 1851 |
| ---- | ---- | ---- | ---- | ---- | ---- | ---- | ---- | ---- |
| 328  | 393  | 396  | 495  | 520  | 539  | 542  | 575  | 601  |

| 1866 | 1872 | 1876 | 1881 | 1886 | 1891 | 1896 | 1901 | 1906 |
| ---- | ---- | ---- | ---- | ---- | ---- | ---- | ---- | ---- |
| 495  | 443  | 448  | 437  | 426  | 435  | 440  | 387  | 389  |

| 1911 | 1921 | 1926 | 1931 | 1936 | 1946 | 1954 | 1962 | 1968 |
| ---- | ---- | ---- | ---- | ---- | ---- | ---- | ---- | ---- |
| 356  | 330  | 309  | 324  | 271  | 221  | 206  | 192  | 164  |

| 1975 | 1982 | 1990 | 1999 | 2005 | 2006 | 2010 | 2015 | 2020 |
| ---- | ---- | ---- | ---- | ---- | ---- | ---- | ---- | ---- |
| 155  | 145  | 135  | 149  | 151  | 147  | 159  | 158  | 147  |

| 2022 | - | - | - | - | - | - | - | - |
| ---- | - | - | - | - | - | - | - | - |
| 151  | - | - | - | - | - | - | - | - |

## Culture locale et patrimoine

### Lieux et monuments
- Église Saint-Martin, fortement endommagée lors de la Seconde Guerre mondiale. L'édifice est classé monuments historiques en 1972[28].

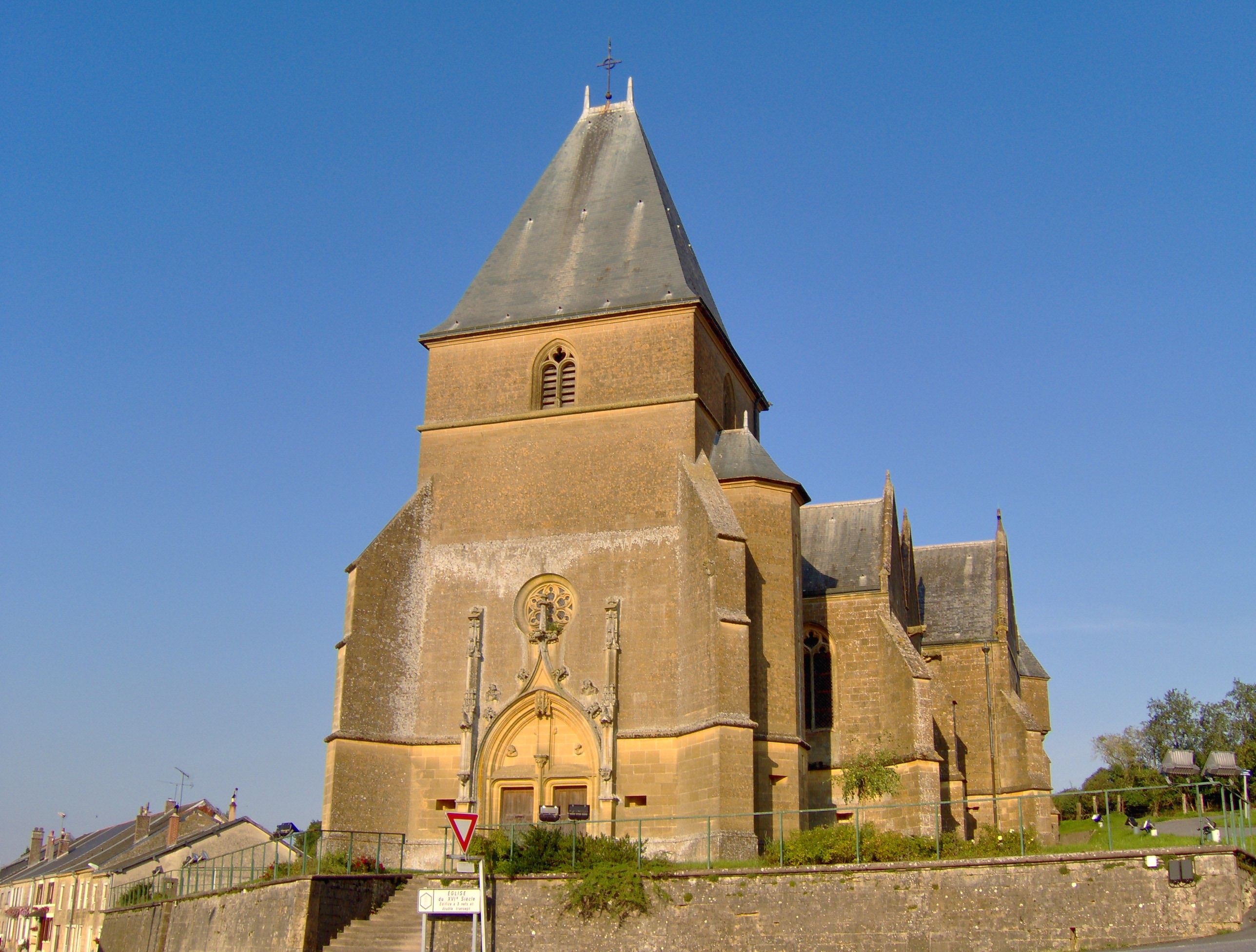
Église Saint-Martin.
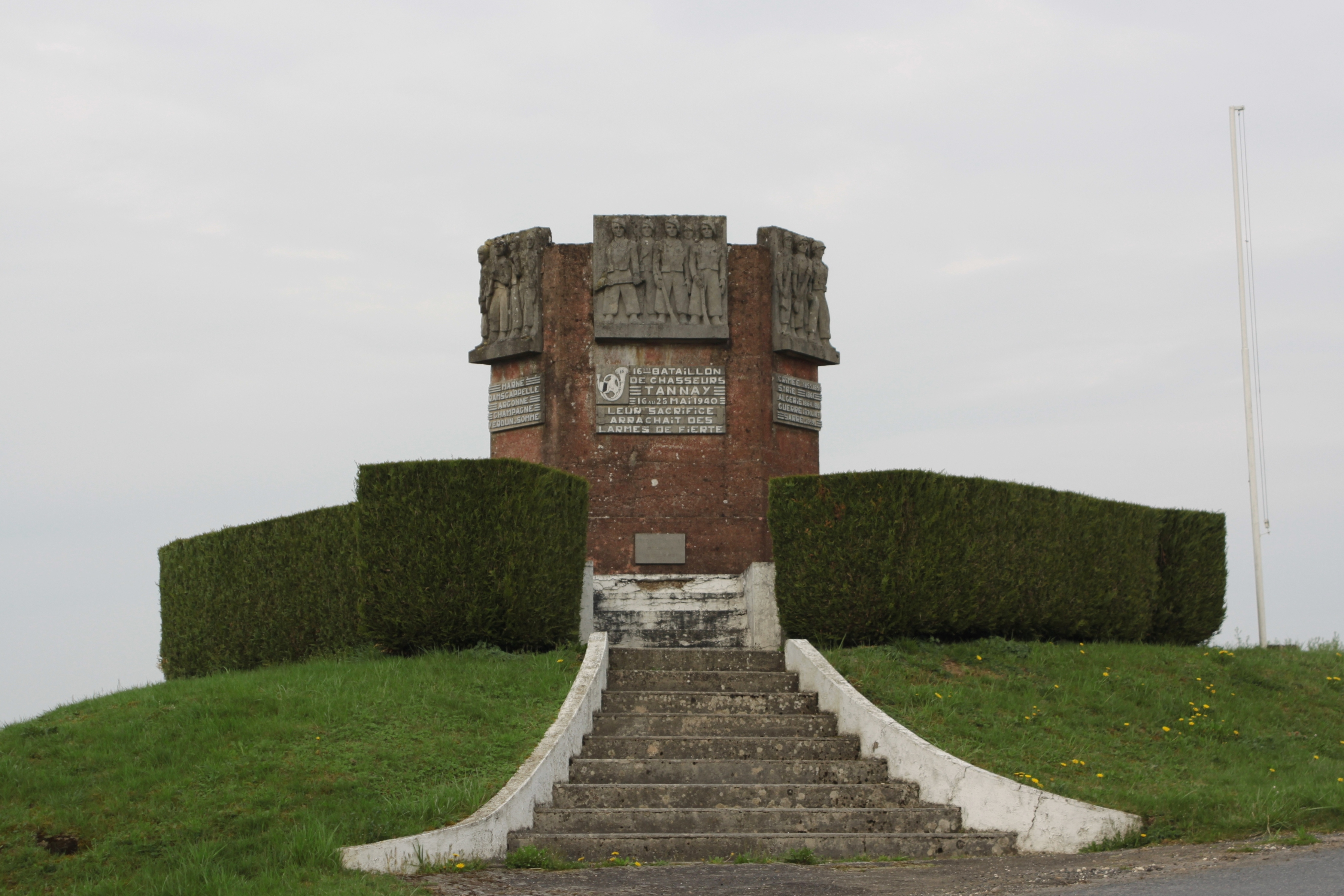
Monument croix Desban.
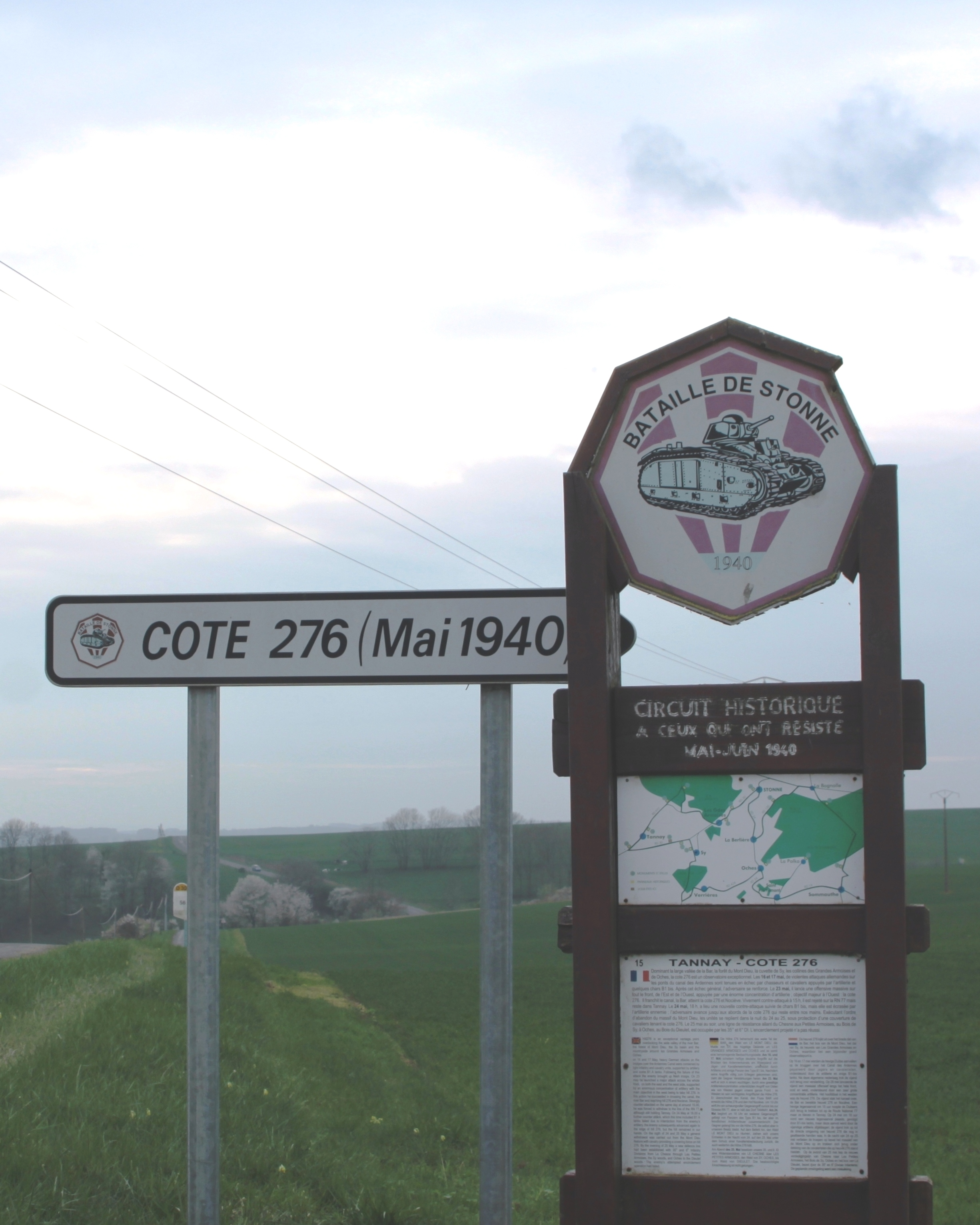
Panneau de la Côte 276.

### Héraldique
| Blason de Tannay | Blason  | D'azur à la bande d'argent côtoyée de deux doubles cotices potencées et contre-potencées d'or, accompagnées en chef d'une fleur de lis du même, au chêne arraché de sinople posé sur un tertre d'or mouvant de la pointe le tout brochant, ledit chêne adextré en pointe d'un monde de gueules cerclé, cintré et croisé d'or, surmonté d'une étoile du même à dextre. |
| Blason de Tannay | Détails | Le statut officiel du blason reste à déterminer. |